# 밴쿠버 해양박물관

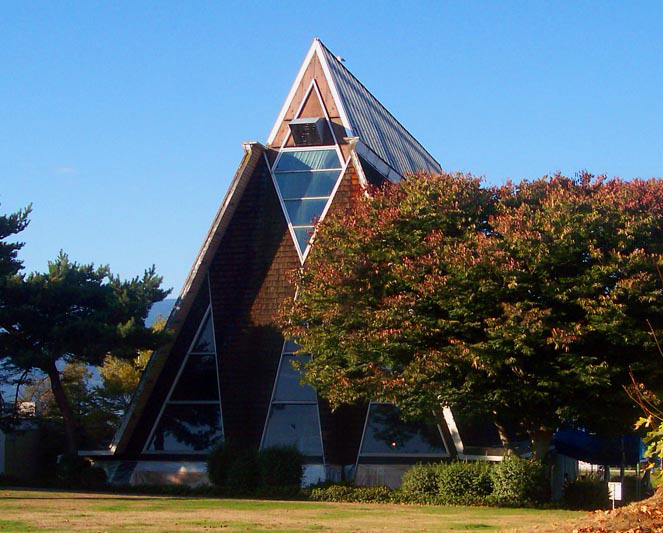
밴쿠버 해양박물관

밴쿠버 해양박물관(Vancouver Maritime Museum)은 캐나다 밴쿠버에 위치한 해양박물관이다.

## 같이 보기
- 박물관 배